# Lucie Drlíková
Lucie Drlíková (* 25. ledna 1973) je česká podvodní fotografka. Původem z Veselí nad Moravou, od roku 2016 tvoří v Praze. Specializuje na podvodní portréty, v roce 2024 získala mezinárodní ocenění Ocean Art.

## Životopis
Narodila se 25. ledna 1973. Vystudovala gymnázium a po něm germanistiku ve Vídni. Po škole odešla do Německa, pak žila na Novém Zélandu, v Americe, sedm let až do roku 2013 v Rusku řídila firmu Hamé. Potom pro Kanadu dělala manažerku pro střední a východní Evropu. Pak tři roky fotografovala na Floridě a v roce 2016 se usadila v Praze. Pod vodou portrétovala celou řadu osobností, jako jsou například: Karel Poborský, Václav Noid, Marta Jandová, Anna Slováčková, Simona Krainová, Lucie Vondráčková nebo Ester Geislerová. Působí také jako kameramanka nebo podvodní supervizor pro filmový a reklamní průmysl. Připravuje herečky a modelky pro podvodní role.
Kreativní fotky dělám pouze na nádech. Na nádech jde vždy i modelka, co zvládne ona, musím i já... V pravé ruce držím foťák a levou dávám pokyny asistentkám, máchám s ní jako dirigent... 

## Ceny a ocenění
- Ocean Art 2023[1]